# 中国国際技術智力合作公司 日本支社
中国国際技術智力合作公司 日本支社（ちゅうごくこくさいぎじゅつちりょくがっさくこうし にほんししゃ、略称：中智日本支社、中文表記：中国国际技术智力合作公司 日本分公司、英文表記：China International Intellectech Corporation Japan Branch：CIICJP）は、人的資源サービスを担う中国国務院直轄の中央企業「中国国際技術智力合作公司」の子会社である。
在日法人名は「中智上海経済技術合作会社」。2001年7月設立、日系企業向けの中国現地人材採用から育成、人的資源管理サービスと日本国内向け中国技能実習生送り出し、中国ビジネスコンサルティングをメイン業務としている。

## 沿革
- 2001年
  - 7月1日、中国国際技術智力合作公司（略称「中智」、英語略称「CIIC」）の子会社として、中国商務部の許可並びに大阪府の誘致により、関空対岸に位置する大阪府りんくうタウンに法人を設立、「中国現地日本企業人事・労務・法務管理支援事業＜現・HRM事業部（中国人事ソリューション）＞」及び「中国ビジネスコンサルティング」、「中国研修生送り出し教育事業（現：日本国内実践研修）」をメイン業務にスタート。
- 2003年
  - 2月、業務範囲の拡大及び研修事業の管理指導強化の為、大阪営業所（現在は業務機能を上海へ移転）を設立。
- 2004年
  - 3月、中国現地日本企業様への人材サポートを目的とした「上海中智日系人材諮詢服務有限公司」を設立。
  - 8月、日本支社へ昇格。
- 2005年
  - 5月、業務範囲の拡大及び研修事業の管理指導強化の為、鳥取営業所（「株式会社CIIC語学教育研修センター」の母体）を設立。
- 2006年
  - 4月、業務範囲の拡大及び研修事業の管理指導強化の為、横浜営業所（現在は東京営業所へ業務機能を移転）を設立。
  - 6月、中国医療市場進出企業向けコンサルティング・中智日本の顧客への健康サポート（漢方・薬膳）を発端とした「日中医療サポート事業」を発足。
- 2007年
  - 2月、中国技能実習生に対する集合研修及びアフターフォロー強化のため、「株式会社CIIC語学教育研修センター」を設立、2008年7月にはJITCO認定日本語教育機関 として認定される。
  - 10月、中国医療情報専門サイト「中智医誌」をオープン。
- 2009年
  - 3月、業務範囲の拡大及び研修事業の管理指導強化の為、横浜営業所を閉鎖、新たに東京営業所を設立。
  - 4月、医薬品、医薬用外各種薬品類等の製造、加工、売買及び輸出入、臨床検査及び医薬品、工業薬品等の試験検査、企画立案を目的とする「中智日本医薬総研株式会社」を設立。
- 2011年
  - 5月、在中国日系企業に対するサービスの拡充強化と迅速な対応を目的に、中国ビジネスの最前線である上海に事務所を移転。
  - 12月、上海において日系企業の人事関連サービスのワンストップサービスの窓口となる新会社「上海中智日企人力資源管理諮詢有限公司＜略称：日企（にっき）＞」を設立。